# Rostoky (Kossiw)
Rostoky (ukrainisch Розтоки; russisch Растоки Rastoki, polnisch Roztoki) ist ein Dorf im Osten der ukrainischen Oblast Iwano-Frankiwsk am linken Ufer des Tscheremosch, der hier die Grenze zur Oblast Tscherniwzi bildet. Die Ortschaft besitzt etwa 2000 Einwohnern (2001) und eine Fläche von 21,34 km².

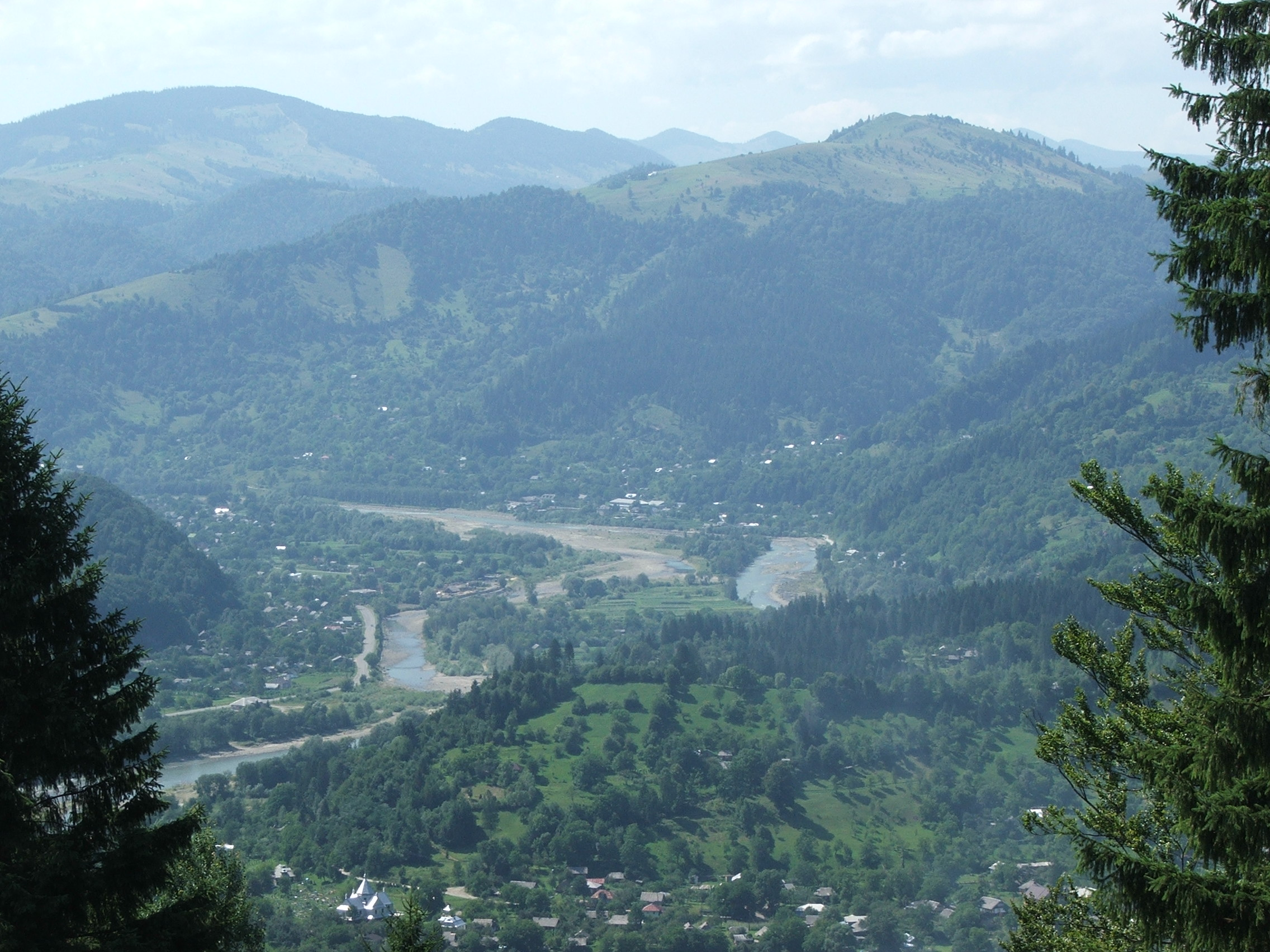
Blick ins Tal des Tscheremosch mit den beiden Dörfern Rostoky

## Geografische Lage
Das Dorf liegt auf einer Höhe von 389 m am linken Ufer des Tscheremosch, der die Grenze zwischen der historischen Landschaft Pokutien, dem südöstlichen Zipfel von Galizien, und der am rechten Ufer angrenzenden Region Bukowina bildet. Am gegenüberliegenden Flussufer liegt in der Oblast Iwano-Frankiwsk das gleichnamige Dorf Rostoky mit etwa 1500 Einwohnern. Das Rajonzentrum Kossiw befindet sich etwa 20 km nördlich und das Oblastzentrum Iwano-Frankiwsk etwa 110 km nördlich von Rostoky. Durch das Dorf verläuft die Regionalstraße P–62.

## Geschichte
Das seit dem 15. Jahrhundert bekannte Dorf (eine weitere Quelle nennt 1695 als Ersterwähnungsjahr) wurde in den Jahren 1863, 1865 und 1866 von dem ukrainischen Schriftsteller Jurij Fedkowytsch besucht, der auf der Grundlage lokaler Materialien die Kurzgeschichte Opryschok (Опришок) schrieb. Die ursprünglich im Königreich Polen liegende Ortschaft kam im Rahmen der ersten Teilung Polens 1772 an das Kronland Königreich Galizien und Lodomerien des österreichischen Haus Habsburg und wurde 1804 Bestandteil des Kaisertums Österreich. Nach dem Österreichisch-Ungarischen Ausgleich 1867 lag Rostoky im Bezirk Kosów Österreich-Ungarns. Nach dem Ersten Weltkrieg und dem Zerfall Österreich-Ungarns kam die Ortschaft zunächst an die Westukrainische Volksrepublik, wurde jedoch nach dem folgenden Polnisch-Ukrainischen und Polnisch-Sowjetischen Krieg Bestandteil der Woiwodschaft Stanisławów innerhalb der Zweiten Polnischen Republik. Im September 1939 wurde die Ortschaft, wie ganz Ostpolen, gemäß dem Geheimen Zusatzprotokoll des Hitler-Stalin-Pakts zwischen der Sowjetunion und Deutschland, von der Sowjetunion besetzt. Nach dem deutschen Überfall auf die Sowjetunion war die Ortschaft während des Deutsch-Sowjetischen Krieges von Deutschland okkupiert und in den Distrikt Galizien des Generalgouvernements eingegliedert. Nach dem Zweiten Weltkrieg kam das Dorf erneut an die Sowjetunion, die es der Ukrainischen SSR anschloss. Mit dem Zerfall der Sowjetunion 1991 wurde die Ortschaft schließlich Teil der unabhängigen Ukraine.
Am 12. Juni 2020 wurde das Dorf ein Teil der neu gegründeten Siedlungsgemeinde Kuty im Rajon Kossiw, bis dahin bildete es die gleichnamige Landratsgemeinde Rostoky (Розтоківська сільська рада/Rostokiwska silska rada) im Südosten des Rajons.